# Pujols
Pujols je mjesto u Francuskoj. Pripada departementu Lot-et-Garonne, i regiji Akvitanija.

## Galerija
- Glavna ulica
- Pujols predvečer
- Pujols centar
- Ulaz

|  | Portal Francuske – Pristup člancima s tematikom o Francuskoj. |